# Air Chief Marshal
Air Chief Marshal (ACM) är en officersgrad i Storbritanniens flygvapen (Royal Air Force, RAF) som motsvarar en fyrstjärnig general eller amiral, med NATO-kod: OF-9. 
Graden förekommer i fler flygvapen i länder som tillhört brittiska imperiet: Australien, Indien, Pakistan och Egypten.
Nästa högre grad är Marshal of the Royal Air Force, vilket motsvarar femstjärnig general eller fältmarskalk. Närmast lägre grad är Air Marshal, vilket motsvarar generallöjtnant.

RAF Air Chief Marshals gradbeteckning för ärm/axelklaff.
RAF Air Chief Marshals kommandoflagga
RAF Air Chief Marshals fordonstecken